# Umweltmedizin
Umweltmedizin (früher auch  Medizinische Environtologie; englisch environment = Umwelt; medizinische Umweltlehre) ist die Wissenschaft und Lehre von Prävention, Diagnose und Behandlung von Erkrankungen, die mit Umweltfaktoren in Verbindung gebracht werden. Als interdisziplinäres Fachgebiet befasst sie sich in Theorie und Praxis mit den gesundheits- und krankheitsbestimmenden Aspekten der Mensch-Umwelt-Beziehung. Als zentraler Fachgegenstand gelten Umweltfaktoren, Umweltexpositionen und deren Auswirkungen auf die menschliche Gesundheit. Teilweise überschneidet sie sich mit der Arbeitsmedizin und mit der Hygiene.

## Wissenschaft und Forschung
Umweltmedizin ist fachübergreifend und umweltmedizinische Themen werden in allen Fächern forschend bearbeitet. In folgenden Einrichtungen ist die Umweltmedizin jedoch das zentrale Thema (Beispiele):
- Environmental Health Center bei Helmholtz Munich[3]
- Lehrstuhl für Umweltmedizin der Universität Augsburg[4]
- Institut für Arbeitsmedizin, Sozialmedizin und Umweltmedizin der Universität Frankfurt[5]
- Institut für Arbeits-, Sozial- und Umweltmedizin (ASU) der Universität Mainz[6]
- Leibniz-Institut für umweltmedizinische Forschung[7]

Das Bundesministerium für Gesundheit hat am Robert Koch-Institut (RKI) die Kommission „Environmental Public Health“ einberufen. Die Arbeit der Geschäftsstelle der Kommission erfolgt in fachlicher Zusammenarbeit mit dem Umweltbundesamt (UBA). Die Mitglieder der Kommission arbeiten teilweise in den oben genannten Instituten. Neben dieser Kommission ist auch die Kommission „Methoden und Qualitätssicherung in der Umweltmedizin“ am RKI angesiedelt. Sie befasst sich mit wissenschaftstheoretischen Aspekten der Umweltmedizin.

## Tätigkeitsbereiche

### Präventive Umweltmedizin
Sie umfasst umwelthygienische, epidemiologische, medizinisch-hygienische und präventivmedizinische Schwerpunkte, wie etwa Lärmbeeinflussung, Schutz vor ionisierender Strahlung und gesundheitlicher Verbraucherschutz bei Emissionsquellen und von Altlasten.

### Klinische Umweltmedizin
Die Klinische Umweltmedizin umfasst die medizinische Betreuung von Einzelpersonen mit gesundheitlichen Beschwerden oder mit auffälligen Untersuchungsbefunden, die von ihnen selbst oder ärztlicherseits auf mögliche Umweltfaktoren zurückgeführt werden.

## Ausbildung
In zahlreichen Ländern gibt es Forschungseinrichtungen, an denen Environmental Health Science gelehrt wird. Abschlüsse mit Bachelor oder Master sind üblich.
Je nach Land und Region werden unterschiedliche Schwerpunkte gesetzt. Im Allgemeinen umfasst die Ausbildung in Umweltmedizin aber unter anderem folgende Bereiche:
- Rechtliche und medizinisch-hygienische Grundlagen
- Umwelttoxikologie, Umweltanalytik und Allergien
- meteorologische, klimatische und hydrologische Fragen, Bodenkunde und verwandte Geowissenschaften
- Umweltepidemiologie[15]

### Weiterbildung und Fortbildung in Deutschland

#### Facharzt für Hygiene und Umweltmedizin
Die Weiterbildung von Ärzten wird in Deutschland durch die Musterweiterbildungsordnung (MWBO) der Bundesärztekammer geregelt. Um nach einem absolvierten Medizinstudium in Deutschland als Facharzt für Hygiene und Umweltmedizin (meistens in Behörden) tätig werden zu dürfen, bedarf es einer Weiterbildungszeit und Weiterbildungsinhalten, die in der jeweils aktuellen MWBO im entsprechenden Abschnitt aufgeführt sind. Ergänzend und teilweise abweichend sind die Weiterbildungsordnungen der Länder.

#### Zusatzbezeichnung Umweltmedizin
Als Arzt konnte man seit 1995 zudem alternativ auch die Zusatzbezeichnung Umweltmedizin anstreben. Diese Möglichkeit besteht heute nicht mehr.
Stattdessen gibt es eine curriculare Fortbildung Klinische Umweltmedizin.
Die damals erworbenen Bezeichnungen dürfen jedoch weiter geführt werden. Zur Erlangung dieser Zusatzbezeichnung waren damals erforderlich:
- Anerkennung eines Gebietes oder vier Jahre anrechenbare Weiterbildungszeit ohne bestandene Facharztprüfung,
- 1 1/2 Jahre Tätigkeit an einer dazu ermächtigten Weiterbildungsstätte, davon maximal sechs Monate theoretische Weiterbildung, sowie
- Teilnahme an einem Kurs in Umweltmedizin von 200 Stunden innerhalb von zwei Jahren.

Einige kassenärztliche Vereinigungen bezahlten umweltmedizinische Untersuchungen (z. B. in Westfalen-Lippe).

#### Fortbildung Klinische Umweltmedizin
Eine curriculare Fortbildung Klinische Umweltmedizin wird von der Europäischen Akademie für Umweltmedizin (EUROPAEM) in deutscher und englischer Sprache durchgeführt.

### Österreich
In Österreich gibt es mehrere postgraduale Studiengänge (Diplomkurse) für Umweltmedizin, so etwa:
- Universitätslehrgang für Arbeits- und Umweltmedizin, Leopold-Franzens-Universität Innsbruck (43 Semesterstunden in Modulform)[A 2]
- ÖÄK-Diplom Umweltmedizin, von der Österreichischen Ärztekammer an der Österreichischen Akademie der Ärzte (86 Unterrichtseinheiten in Wochenend-Seminaren)[A 3]

#### Umweltarzt
Neben der Zusatzausbildung zum niedergelassenen oder angestellten Allgemein- und Facharztberuf kann ein Umweltarzt insbesondere auch als Wohnsitzarzt tätig sein. Diese Arbeit umfasst insbesondere gutachterlichen Tätigkeit bei Behörden und in entsprechenden Verwaltungsverfahren.